# Copa Intercontinental 1971
La Copa Intercontinental 1971 fue la decimosegunda edición del torneo que enfrentaba al campeón de la Copa Libertadores de América con el subcampeón de la Copa de Campeones de Europa. La competición se disputó en el habitual formato de ida y vuelta, actuando cada equipo en condición de local en uno de los encuentros.
Los participantes de esta edición fueron Nacional de Uruguay, campeón de la Copa Libertadores 1971, y Panathinaikos de Grecia, subcampeón de la Copa de Campeones de Europa 1970-71 —en lugar del campeón Ajax de Países Bajos, que desistió de disputarlo—. Los partidos se jugaron el 15 y 28 de diciembre de 1971, en las ciudades de El Pireo, Grecia, y Montevideo, Uruguay, respectivamente. Con la presencia de Luis Artime como figura principal —autor de tres goles entre los dos partidos—, el conjunto sudamericano se consagró campeón ganando 2-1 en el mítico Centenario, tras haber empatado la ida en condición de visitante. De esta manera, Nacional obtenía su primer título como campeón del mundo.

## Equipos participantes
| Conmebol (Sudamérica) |  | Nacional      |  | Campeón de la Copa Libertadores de América (1971)      |
| UEFA (Europa)         |  | Panathinaikos |  | Subcampeón de la Copa de Campeones de Europa (1970-71) |

## Sedes
| El Pireo                       | Montevideo                     |
| ------------------------------ | ------------------------------ |
| Estadio Georgios Karaiskakis   | Estadio Centenario             |
| Capacidad: 42 000 espectadores | Capacidad: 74 860 espectadores |
|                                |                                |

## Resultados

### Partido de ida
| 1          | POR        | Takis Ikonomopoulos    |       |
| 2          | DEF        | Yianis Tomaras         | Salió |
| 3          | DEF        | Anthimos Kapsis        |       |
| 4          | DEF        | Frangiskos Sourpis     |       |
| 5          | DEF        | Kostas Athanassopoulos |       |
| 6          | MED        | Kostas Eleftherakis    |       |
| 7          | MED        | Totis Filakouris       |       |
| 8          | MED        | Mitsos Dimitriou       |       |
| 9          | DEL        | Antonis Antoniadis     |       |
| 10         | DEL        | Mimis Domazos          |       |
| 11         | DEL        | Sakis Kouvas           |       |
| Entrenador | Entrenador | Ferenc Puskás          |       |

| 1          | POR        | Manga                  |       |
| 2          | DEF        | Juan Masnik            |       |
| 3          | DEF        | Ángel Brunell          |       |
| 4          | DEF        | Luis Ubiña             |       |
| 6          | DEF        | Juan Carlos Blanco     |       |
| 5          | MED        | Julio Montero Castillo |       |
| 8          | MED        | Víctor Espárrago       |       |
| 7          | MED        | Ildo Maneiro           |       |
| 11         | DEL        | Luis Cubilla           | Salió |
| 10         | DEL        | Luis Artime            |       |
| 9          | DEL        | Julio César Morales    |       |
| Entrenador | Entrenador | Washington Etchamendi  |       |

| 12 | DEF | Giorgos Vlahos | Entró |

| 12 | DEF | Juan José Duarte | Entró |

| Anotado | 48' | Totis Filakouris | 1:0 |

| Anotado | 50' | Luis Artime | 1:1 |

| Expulsado | Julio César Morales |

| Árbitro | José Favilli Neto |

| 1          | POR        | Takis Ikonomopoulos    |       |
| 2          | DEF        | Yianis Tomaras         | Salió |
| 3          | DEF        | Anthimos Kapsis        |       |
| 4          | DEF        | Frangiskos Sourpis     |       |
| 5          | DEF        | Kostas Athanassopoulos |       |
| 6          | MED        | Kostas Eleftherakis    |       |
| 7          | MED        | Totis Filakouris       |       |
| 8          | MED        | Mitsos Dimitriou       |       |
| 9          | DEL        | Antonis Antoniadis     |       |
| 10         | DEL        | Mimis Domazos          |       |
| 11         | DEL        | Sakis Kouvas           |       |
| Entrenador | Entrenador | Ferenc Puskás          |       |

| 1          | POR        | Manga                  |       |
| 2          | DEF        | Juan Masnik            |       |
| 3          | DEF        | Ángel Brunell          |       |
| 4          | DEF        | Luis Ubiña             |       |
| 6          | DEF        | Juan Carlos Blanco     |       |
| 5          | MED        | Julio Montero Castillo |       |
| 8          | MED        | Víctor Espárrago       |       |
| 7          | MED        | Ildo Maneiro           |       |
| 11         | DEL        | Luis Cubilla           | Salió |
| 10         | DEL        | Luis Artime            |       |
| 9          | DEL        | Julio César Morales    |       |
| Entrenador | Entrenador | Washington Etchamendi  |       |

| 12 | DEF | Giorgos Vlahos | Entró |

| 12 | DEF | Juan José Duarte | Entró |

| Anotado | 48' | Totis Filakouris | 1:0 |

| Anotado | 50' | Luis Artime | 1:1 |

| Expulsado | Julio César Morales |

| Árbitro | José Favilli Neto |

### Partido de vuelta
| 1          | POR        | Manga                  |       |
| 2          | DEF        | Juan Masnik            |       |
| 3          | DEF        | Ángel Brunell          |       |
| 4          | DEF        | Luis Ubiña             |       |
| 6          | DEF        | Juan Carlos Blanco     |       |
| 5          | MED        | Julio Montero Castillo |       |
| 8          | MED        | Víctor Espárrago       |       |
| 7          | MED        | Ildo Maneiro           |       |
| 11         | DEL        | Luis Cubilla           | Salió |
| 10         | DEL        | Luis Artime            |       |
| 9          | DEL        | Juan Carlos Mamelli    | Salió |
| Entrenador | Entrenador | Washington Etchamendi  |       |

| 1          | POR        | Takis Ikonomopoulos    |       |
| 2          | DEF        | Victor Mitropoulos     |       |
| 3          | DEF        | Anthimos Kapsis        |       |
| 4          | DEF        | Frangiskos Sourpis     |       |
| 5          | DEF        | Kostas Athanassopoulos |       |
| 6          | MED        | Aristidis Kamaras      | Salió |
| 7          | MED        | Kostas Eleftherakis    |       |
| 8          | MED        | Mitsos Dimitriou       |       |
| 9          | DEL        | Antonis Antoniadis     |       |
| 10         | DEL        | Mimis Domazos          |       |
| 11         | DEL        | Sakis Kouvas           |       |
| Entrenador | Entrenador | Ferenc Puskás          |       |

| 12 | MED | Juan Martín Mugica | Entró |
| 13 | DEL | Ruben Bareño       | Entró |

| 12 | MED | Totis Filakouris | Entró |

| Anotado | 34' | Luis Artime | 1:0 |
| Anotado | 74' | Luis Artime | 2:0 |

| Anotado | 89' | Antonis Antoniadis | 2:1 |

| Árbitro | William Joseph Mullan |

| 1          | POR        | Manga                  |       |
| 2          | DEF        | Juan Masnik            |       |
| 3          | DEF        | Ángel Brunell          |       |
| 4          | DEF        | Luis Ubiña             |       |
| 6          | DEF        | Juan Carlos Blanco     |       |
| 5          | MED        | Julio Montero Castillo |       |
| 8          | MED        | Víctor Espárrago       |       |
| 7          | MED        | Ildo Maneiro           |       |
| 11         | DEL        | Luis Cubilla           | Salió |
| 10         | DEL        | Luis Artime            |       |
| 9          | DEL        | Juan Carlos Mamelli    | Salió |
| Entrenador | Entrenador | Washington Etchamendi  |       |

| 1          | POR        | Takis Ikonomopoulos    |       |
| 2          | DEF        | Victor Mitropoulos     |       |
| 3          | DEF        | Anthimos Kapsis        |       |
| 4          | DEF        | Frangiskos Sourpis     |       |
| 5          | DEF        | Kostas Athanassopoulos |       |
| 6          | MED        | Aristidis Kamaras      | Salió |
| 7          | MED        | Kostas Eleftherakis    |       |
| 8          | MED        | Mitsos Dimitriou       |       |
| 9          | DEL        | Antonis Antoniadis     |       |
| 10         | DEL        | Mimis Domazos          |       |
| 11         | DEL        | Sakis Kouvas           |       |
| Entrenador | Entrenador | Ferenc Puskás          |       |

| 12 | MED | Juan Martín Mugica | Entró |
| 13 | DEL | Ruben Bareño       | Entró |

| 12 | MED | Totis Filakouris | Entró |

| Anotado | 34' | Luis Artime | 1:0 |
| Anotado | 74' | Luis Artime | 2:0 |

| Anotado | 89' | Antonis Antoniadis | 2:1 |

| Árbitro | William Joseph Mullan |

|                           |
| Bandera de Uruguay        |
| Campeón C. Nacional de F. |
| 1.er título               |